# Czerlonka (przystanek kolejowy)

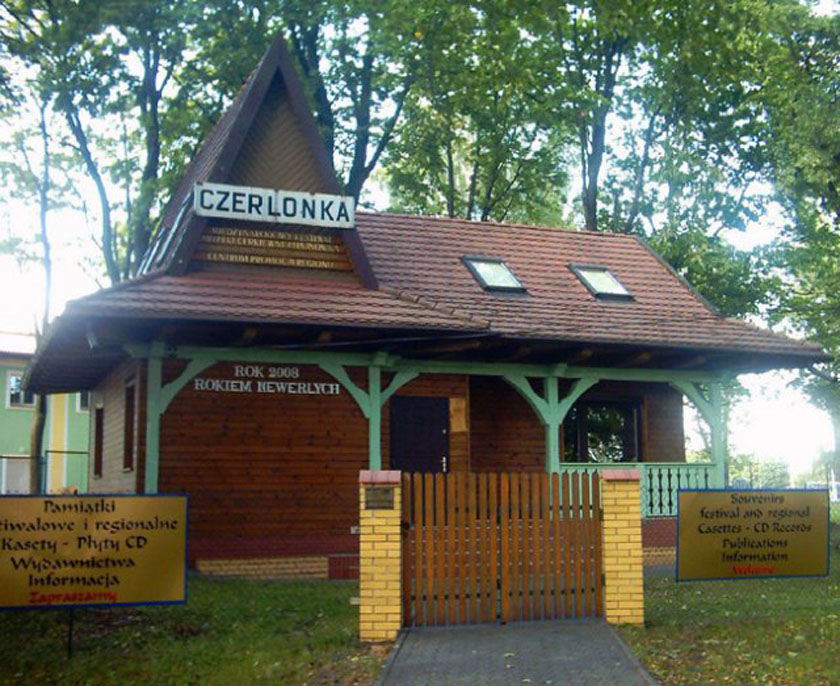
Budynek stacji kolejowej, przykład miejscowej sztuki ciesielskiej pierwszej połowy XX wieku, został w 1994 r. przeniesiony do Hajnówki

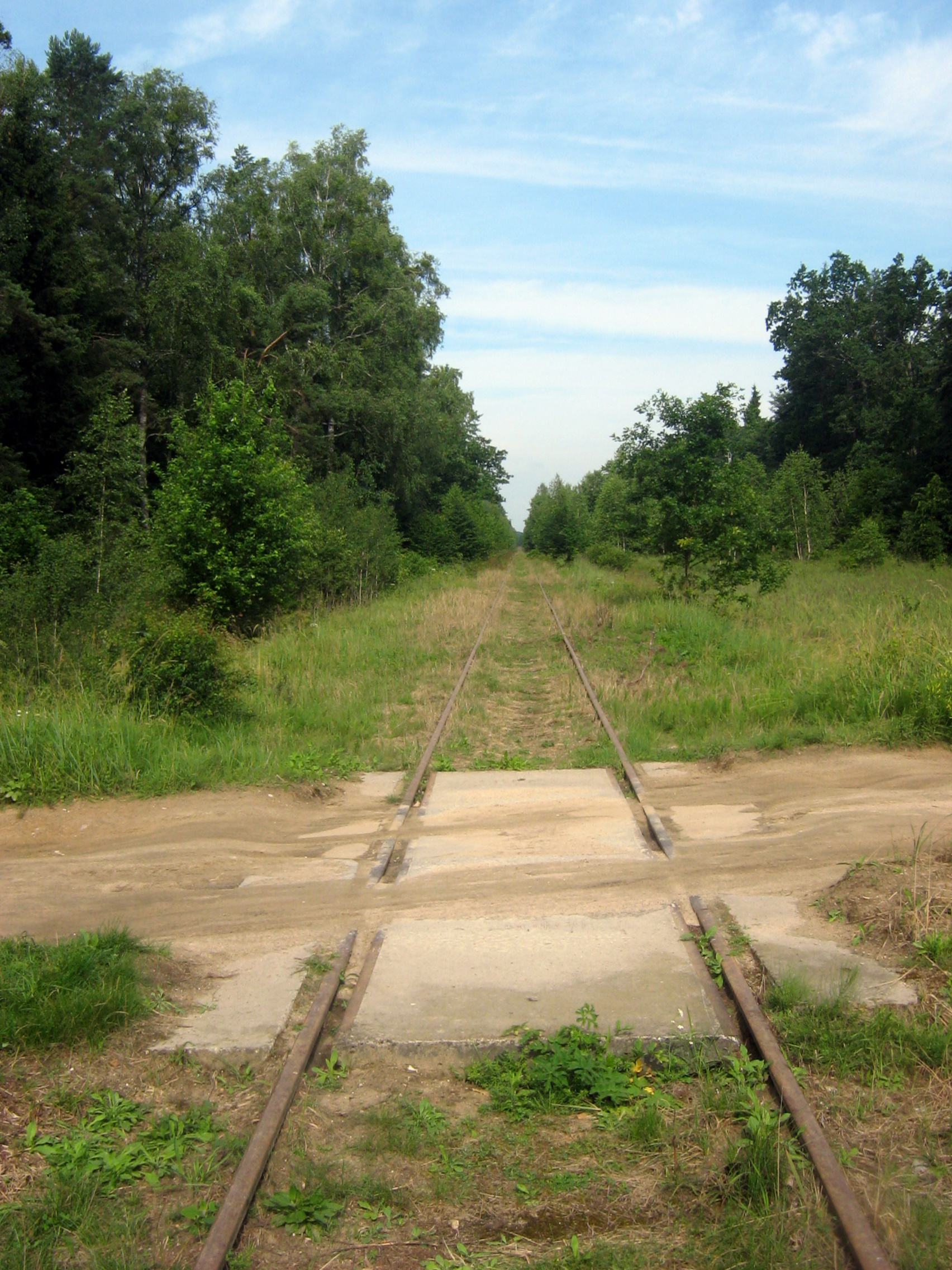
Przejazd kolejowo-drogowy koło przystanku

Czerlonka – nieczynny przystanek kolejowy w Czerlonce, w województwie podlaskim, w Polsce. Znajduje się tu jeden peron. Budynek stacji kolejowej, przykład miejscowej sztuki ciesielskiej pierwszej połowy XX wieku, został w 1994 r. przeniesiony do Hajnówki. Służy obecnie jako siedziba Centrum Promocji Regionu i Międzynarodowego Festiwalu Muzyki Cerkiewnej. Mieści się przy ul. Tamary Sołoniewicz.